# 15304 Wikberg
15304 Wikberg eller 1992 UX4 är en asteroid i huvudbältet som upptäcktes den 21 oktober 1992 av det amerikanska astronomparet Eugene M. och Carolyn S. Shoemaker vid Palomar-observatoriet. Den är uppkallad efter illustratören Leonard Wikberg III.